# Daugavas Vanagi
Daugavas Vanagi (svenska: Daugavahökarna) är en lettisk veteranorganisation (tidigare exilorganisation), grundad 28 december 1945 av tidigare medlemmar i Lettiska legionen, i sin tur en del av Waffen-SS. Från 1946 till 1969 var organisationens ledare den tidigare SS-officeren Vilis Janums. Själv har organisationen beskrivit sig som en "kulturell och ekonomisk välfärdsförening för lettiska krigsoffer och deras familjemedlemmar". Organisationen deltar årligen i aktiviteterna kring legionärernas minnesdag den 16 mars. Fram till Lettlands självständighet 1991 var föreningen även aktiv i Sverige, där den sysslade med utgivning av böcker på svenska och lettiska. Idag har organisationen sektioner i bland annat New York, London och Freiburg, och driver en mängd olika verksamheter, exempelvis hotellverksamhet i Riga.